# Жизнь и Слово
«Жизнь и Слово» —  российская общественная и литературная газета конца XIX начала XX века.
Периодическое печатное издание «Жизнь и Слово» издавалось в столице Российской империи городе Санкт-Петербурге начиная с 1889 года. Газета «Жизнь и Слово» выходила один раз в неделю на русском языке. 
Сначала издание выходило под названием «Школьное Обозрение», затем — под названием «Жизнь и Школа» и лишь четырнадцать лет спустя после выхода первого номера, в 1903 году печатное издание стало выходить под названием «Жизнь и Слово».
Издателем и редактором периодического издания «Жизнь и Слово» был М. Е. Виноградов.
В газете «Жизнь и Слово» в разное время печатали свои труды Селиванов А. Ф., Леенсон И. А., Шперк Ф. Э. и другие авторы.